# 圖克薩山
14°55′33″S 72°29′19″W / 14.92583°S 72.48861°W
圖克薩山（Thujsa），是秘魯的山峰，位於該國南部阿雷基帕大區，由拉烏尼翁省的普伊卡區負責管轄，屬於萬索山脈的一部分，海拔高度5,000米。